# Club Voleibol Toledo
El Consalda Voleibol Asociación Toledo equipo de voleibol femenino de Toledo, España. Obtuvo en 2007 plaza en División de Honor al conseguir la promoción frente al descendido Promociones Percán. Además del grupo PSG, o Atalia, el patrocinio de la localidad de Bargas (Toledo) hizo que el equipo disputara allí sus encuentros hasta el final de la temporada 2007/2008. Para el comienzo de la temporada 2008/2009 regresa a Toledo, refundándose con el nombre de Voleibol Asociación Toledo. Tras una importante incertidumbre económica que provoca el abandono de la entrenadora con buena parte de la plantilla, se consigue completar la temporada, pero no evitar el descenso.
Al no poder cubrir el presupuesto que requiere la Superliga 2 a tiempo, en la temporada 2009/2010 el equipo se inscribe finalmente en 2ª División Nacional (grupo Castilla-La Mancha)para sanear toda su estructura, aunque sale con el ilusionante patrocinio de la constructora Consalda.
Tras una brillante temporada, el club logra la victoria en la Liga regular de 2ª División Nacional, grupo de Castilla-La Mancha; pasando a disputar la fase final de ascenso en su grupo C en Coria (Cáceres), donde sólo pierde uno de los cuatro encuentros disputados, ascendiendo merecidamente a 1ª División Nacional de cara a la temporada 2010-2011.
En 1993, el equipo de voleibol femenino de Toledo, entonces Club Voleibol Sánchez Infante, se proclamó campeón de 1ª División Nacional y renunció a su ascenso a la División de Honor por problemas económicos.